# マレーシア航空370便墜落事故
マレーシア航空370便墜落事故（マレーシアこうくう370びんついらくじこ）は、マレーシアのクアラルンプールから中華人民共和国の北京市に向かっていたマレーシア航空の定期旅客便である370便が2014年3月8日に消息を絶ち、その後、インド洋に墜落したと推定された事故である。
事故後1年以上にわたって行方がわからなくなっていたが、2015年7月29日にフランス領レユニオンで同機の一部とみられる航空機の残骸が発見され、8月5日に370便のものであることが判明した。2015年1月29日、マレーシア政府は、機体が発見されるのに先行する形で、マレーシア航空370便は消息を絶ったあとに墜落して搭乗者は全員死亡したと正式に発表した。2017年1月17日、海底捜索活動が終了した。その後、2018年にかけてアメリカ合衆国（米国）の海洋探査会社オーシャン・インフィニティが調べても機体は見つからず、マレーシアのローク運輸大臣は2024年12月20日、同社に委託しての捜索を再開することを決めたと表明した。
2014年にはMH370便・マレーシア航空17便撃墜事件（MH17）・インドネシア・エアアジア8501便墜落事故（QZ8501）とマレーシアの航空会社（またはその関連会社）が巻き込まれる航空事故が立て続けに3件発生したことから、マレーシア航空をはじめとするマレーシアの航空会社にとって大きな打撃が生じた。

## 概要

### 消息不明

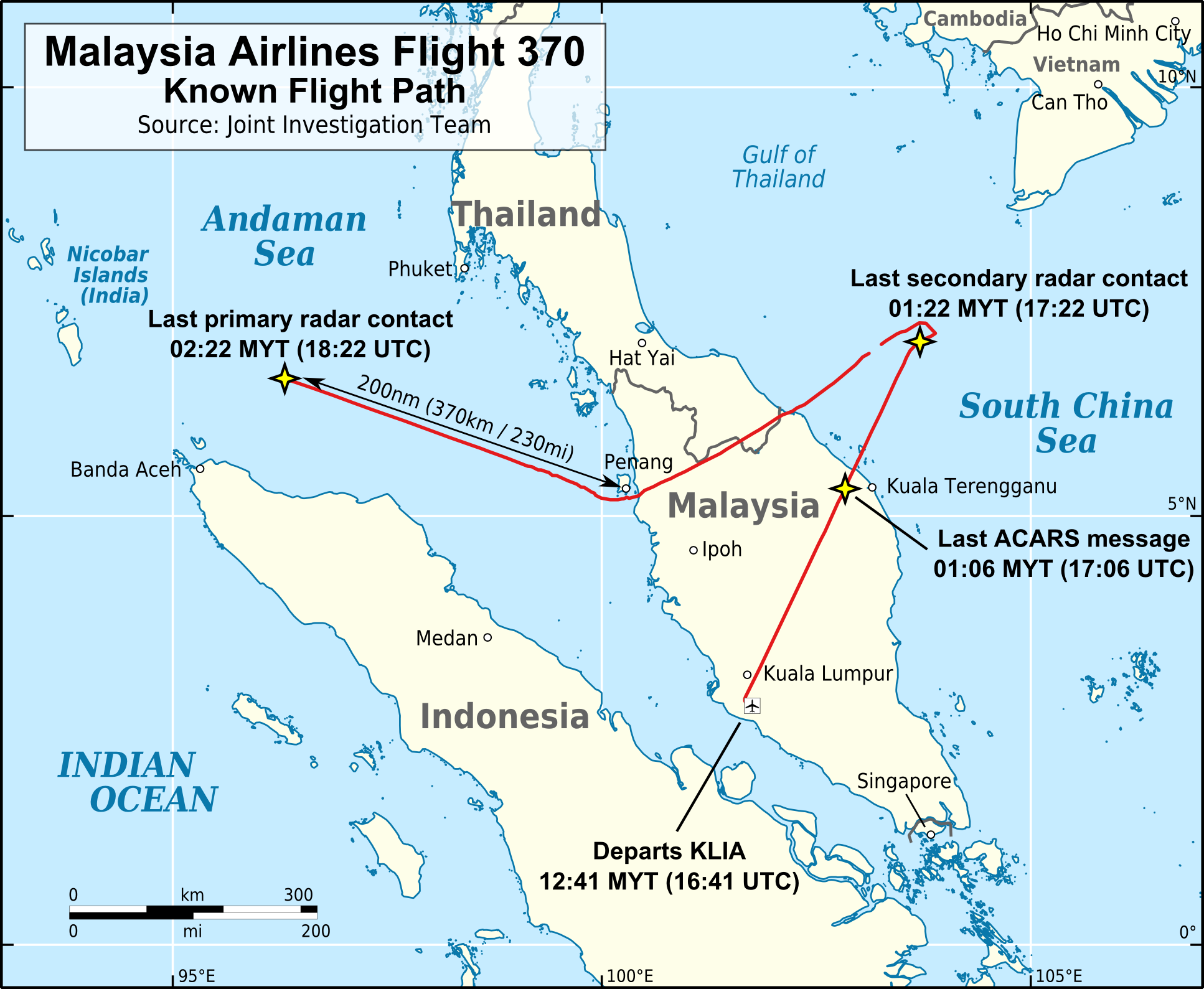
370便の飛行経路

マレーシア航空370便（中国南方航空とのコードシェア便〈748便〉）は、2014年3月8日午前0時41分（現地時間）、12人の乗員を含む239人を乗せてクアラルンプール国際空港を出発した。370便は同日午前6時30分に北京首都国際空港に着陸予定であった。
370便は離陸の約50分後、ベトナム南部の海岸近くの海上を航行中の午前1時30分にクアラルンプールの西南西約15キロメートルにあるスルタン・アブドゥル・アジズ・シャー空港（スバン空港）の航空交通管制当局との交信の終了後、次の予定飛行空域を担う管制当局とは交信を開始せず、以後は無線電話通信による管制当局との交信を絶った。
救難信号は出されていなかった。また、同機を捉えたフライトレーダー記録を見ると、南に向かっているのが確認された。マレーシア空軍は軍事レーダーなどから、370便は消息を絶つ直前に、出発地のクアラルンプールに引き返そうとした可能性があるとしている。その後、タイランド湾のトーチュー島付近に墜落したとされていたが、マレーシアのヒシャムディン・フセイン運輸大臣代理により否定された。
その後、3月11日にマレーシア空軍幹部がCNNの取材に対して「同機はベトナム沖上空でATCトランスポンダが自動応答を返さなくなったあと、目的地の北京とは逆方向へ引き返したとみられ、同空軍は出発地クアラルンプールの北西、マラッカ海峡の上空で機体を見失った」と語った。

### 捜索
遭難機は離陸約50分後にレーダーから消失したが、ベトナム人民空軍の捜索によってレーダー消失地点であるトーチュー島の南約140キロメートルの海面に油膜の帯と煙が確認され、翌日には同機の緊急脱出用ドアと思われる物体が浮いているのを発見したと同国政府関係者が伝えた。しかし、ボーイング777型機には緊急脱出専用のドアはないうえに、漂流物発見の翌日にベトナム当局は漂流物も油膜も事故とは無関係との見方を示した。
3月20日、オーストラリア海洋安全局 (AMSA) は、衛星画像の解析から、オーストラリア西部の都市パースの南西沖約2,500キロメートルの地点で、同機と関係がある可能性のある大小2つの物体を見つけたと発表した。大きいほうは24メートルぐらい、小さいほうは5メートルほどの大きさだという。また3月22日には、新華社通信が、それら2つの物体からさらに120キロメートル離れた地点で、長さ約22メートル、幅約13メートルの浮遊物を発見したと報じた。しかし、これらが当該機の残骸であるとの確認は取れないままであった。なおマレーシア航空は事故後の3月14日より、同区間を飛行する便名をMH370/MH371からMH318/319に変更し、MH370を欠番とした。

### 墜落認定

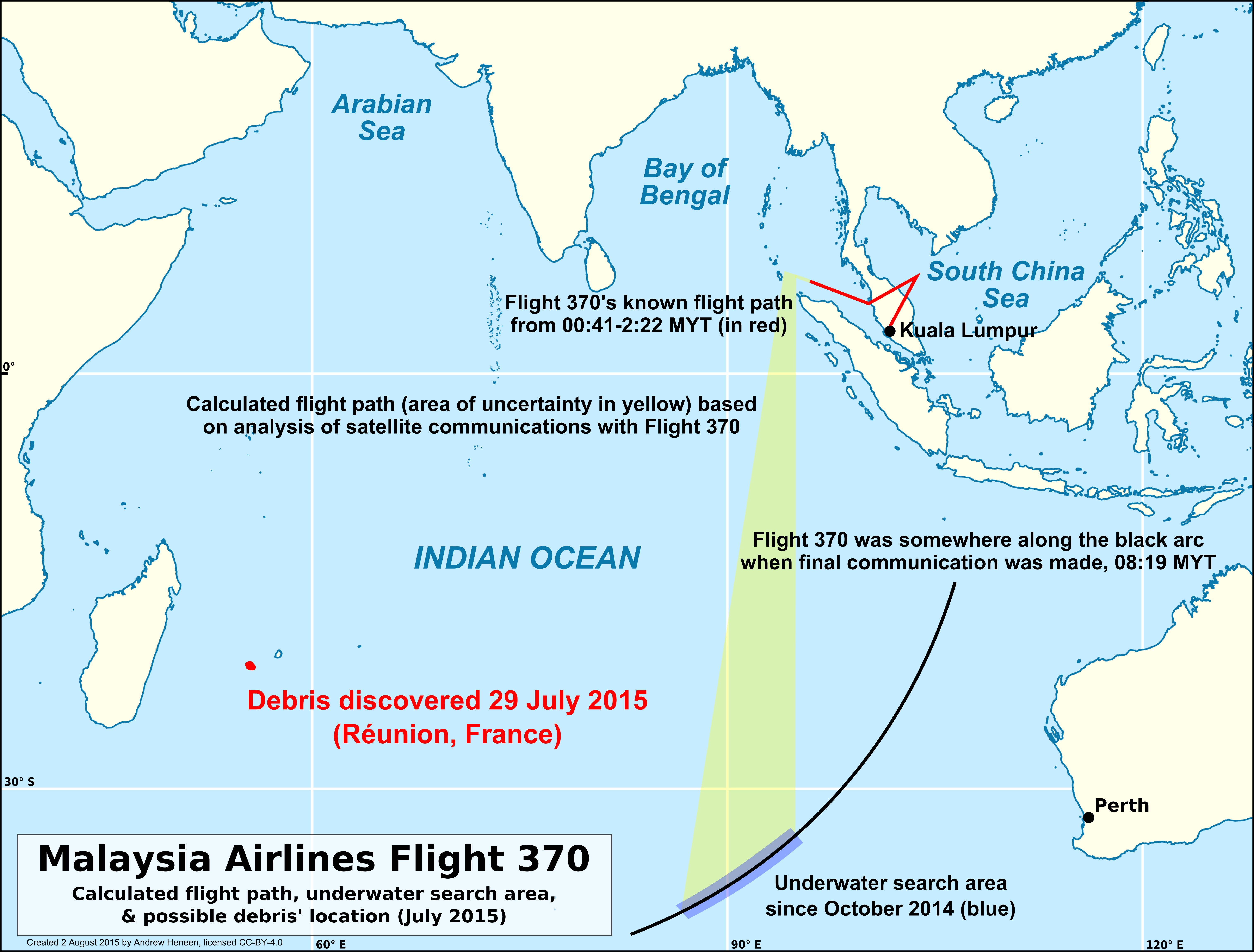
370便の飛行経路および探索領域と発見された破片の位置

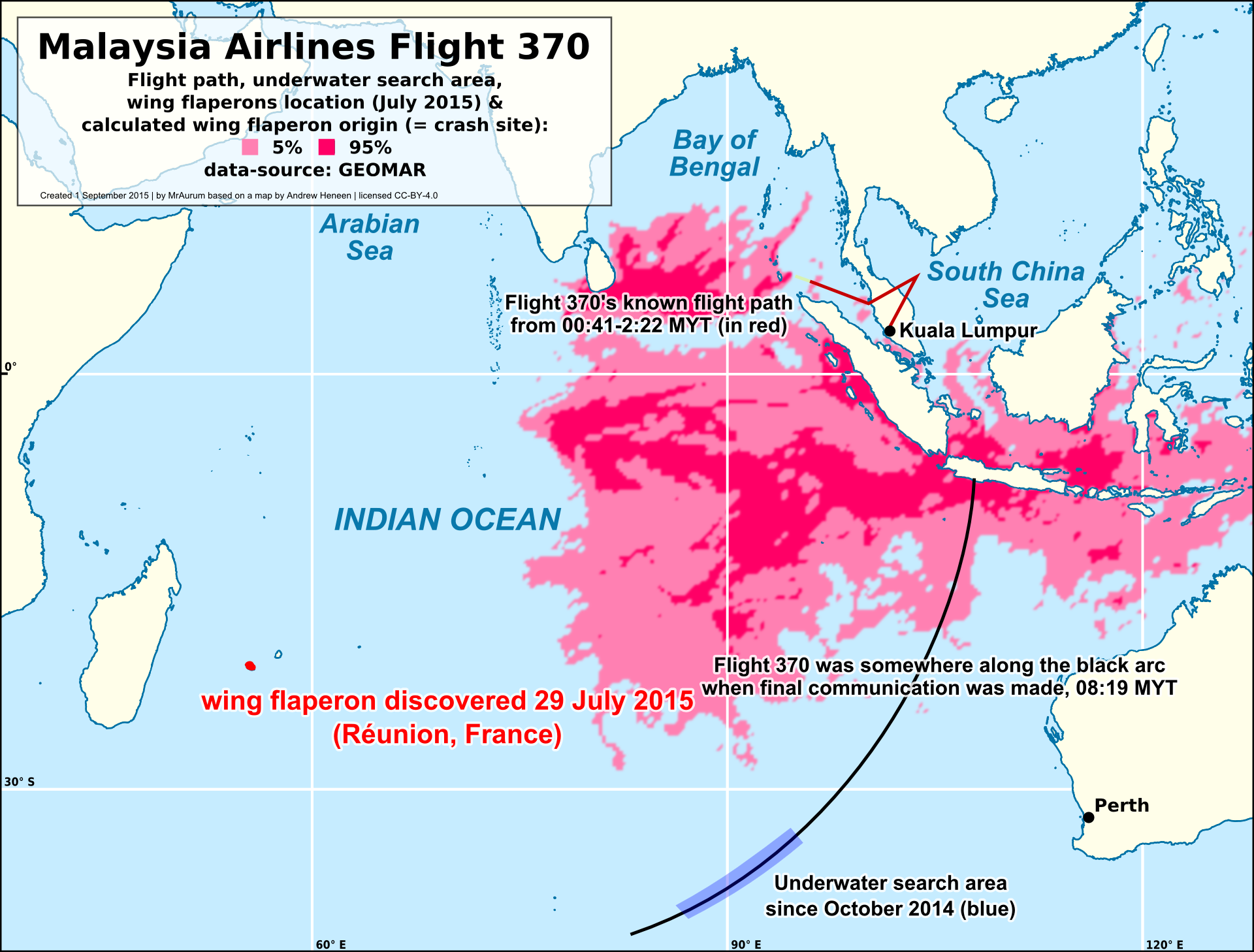
レユニオン島で見つかった翼のフラップより墜落場所を仮定

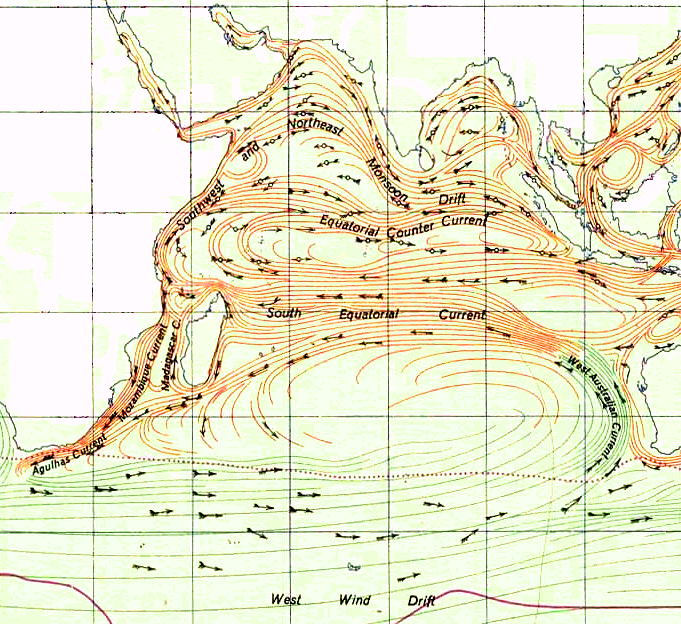
インド洋での海流

3月24日、マレーシアの首相ナジブ・ラザクは、イギリスの衛星通信会社インマルサットと同国の航空事故調査局 (AAIB) による衛星情報の新たな解析の結果、同機がインド洋南部に墜落したとみられると発表した。生存者はいないとしている。このマレーシアの説明に不満を持った中華人民共和国の乗客の親族らが、北京市のマレーシア大使館の前でデモを行った。
マレーシア政府は2015年1月に、機体がその残骸さえ見つかっていないことなどから乗員・乗客は全員死亡したと推定した。

### 残骸発見
2015年7月29日、フランス領レユニオンにて、航空機の残骸と思われる部品、スーツケースが発見された。フランス本土のトゥールーズに運ばれて詳細に調査されたところ、ボーイング777の部品であることが判明した。その後、8月6日にナジブ首相が記者会見を行い、「レユニオン島で発見された航空機の機体について、370便の機体の一部であることを確認した」と発表した。発見された機体の一部は「フラッペロン」であった。
2016年3月21日にも南アフリカ共和国で、搭載されていたロールス・ロイス トレント892エンジンの一部と見られるエンブレム入りの破片が見つかっている。
このほか、370便のものと思われる残骸が、レユニオン島だけでなくモザンビーク、モーリシャス、マダガスカルなどで見つかっている。このうち、マダガスカルには乗客の所持品と思われる手荷物が2016年6月ごろに海岸へと漂着していた。
そして同年9月13日までに、マダガスカル南東部のサントルース近郊で、370便の機体の一部と思われる残骸が焼け焦げた状態で漂着しているのが発見された。そのため、370便の機内で火災が発生した可能性が浮上している。

### 公的機関の捜索中止とその後
2017年1月、マレーシアおよび協力国による捜索は、フライトレコーダーなどを含む機体の残骸の大部分を発見できないまま中止された。捜索は、12万平方キロメートルに及ぶ海底調査も行われたが空振りとなった。その後、マレーシア政府は民間の海底調査会社オーシャン・インフィニティとの間で機体の残骸の捜索を依頼している。
2020年2月18日、オーストラリアの放送局スカイニュースは、事故当時のマレーシア政府首脳が「操縦士による自殺」との見方を示していたとする、トニー・アボット同国元首相の証言を伝えた。報道によると、当時首相だったアボットは、航空機の消息が途絶えてから1週間以内の時点で「操縦士による自殺であることはほぼ確実。大量無理心中だ」と、マレーシア政府内の「最高レベル」の人物たちから伝えられたと述べた。一方、「誰が、誰に何を言ったか（詳細を）述べるつもりはない」とも話した。

## 原因
上記のように、機体の一部が失踪後1年半ほど経過して発見されてはいるが、2025年1月現在、ブラックボックスの発見には至っておらず、火災が発生していた可能性やパイロット自身、及び第三者によるハイジャック説などが提唱されているが、同機が墜落した原因は未だ不明である。また、乗客と乗員の遺体も発見されていない。
アメリカ合衆国の『ウォール・ストリート・ジャーナル』紙は2014年3月13日、同国の捜索担当者の話として、同機が「ピン（ping）」と呼ばれる位置、速度、高度の情報を発しており、その電波を通信衛星が受信していたと報じた。その情報は、同機がレーダーから消えた地点から少なくとも4時間飛行していたことを示しているという。また最後の高度は通常の飛行高度であり、そこで通信が途絶した理由は不明だが、機内の誰かが故意に発信装置をオフにした可能性があるという。この報道に関してマレーシアの当局者は「データを受け取っていない」としつつも、あらゆる可能性が残っていると語った。
またABCニュースは、同機が地上に送信している2つのシステムのうち、ACARS（エーカーズ、航空機位置通報通信システム。必要な運航情報をARINC〈エアリンク〉の通信網を介して航空機側から地上へ、または地上から航空機側へ自動的に提供する）が途切れたのが1時7分、ATCトランスポンダが切れたのが1時21分であり、時間差があることから、機体が破壊されて一瞬にして通信が途絶したのではなく、人為的な操作で通信が切断されたという見方があると伝えた。
3月15日、マレーシアのナジブ首相は会見を開き、「何者かが同機から送信される通信を切断して進路変更をした可能性が高い」と発表した。「ハイジャックされた可能性もある」という。この会見で、通信衛星が最後に受信した時刻が、離陸の7時間半後の8日午前8時11分であることが明らかにされ、またマレーシア軍のレーダーがとらえた西へ向かう物体を同機と断定した。これらの情報に基づき、同機が向かった先はカザフスタンとトルクメニスタンの国境からタイ北部にかけての地域、あるいはインドネシアからインド洋南部の海域になるという見方を示した。旅客機の新たな飛行先が判明したことで南シナ海での捜索は打ち切られ、当局は捜索体制を立て直すことになった。
3月16日、マレーシア運輸省は、警察が機長と副操縦士の自宅を捜索したと発表した。機長の自宅にあったフライトシミュレーターも調べたという。警察は通常の手続きの一環だとしている。また同日の会見で運輸相代理は、パイロットと管制との最後の交信はエーカーズが切られたあとで、その交信では異常を伝えていなかったことから、パイロット自身がエーカーズを切った可能性があるとして調べていると語った。また空軍幹部によると、同機は高度を大きく変化させながら飛行しており、捜査担当者は操縦に熟達していないと不可能だと話した。警察によると、運航乗務員以外の乗員や、乗客227人の中に航空機の操縦技術を持つ人物は見つかっていない。
機長はマレーシアの野党人民正義党党首アンワル・イブラヒム（後に首相）の熱烈な支持者であり、個人的な面識もあったという。事件の前日にアンワルが同性愛容疑で有罪となったことに対し、機長が乗客を巻き込んで抗議するために自殺したという見方が報じられている。アンワルはインタビューで、機長が遠縁にあたることを認めたうえで、野党やアンワルが事件に間接的にでも関与しているという疑惑をもたせる報道を批判している。
3月17日、マレーシア航空の関係者は、同機の操縦席から1時19分に「了解、おやすみ（All right, good night）」という最後の交信をしたのが副操縦士であったことを明らかにした。またエーカーズの発信は30分間隔で、1時7分を最後に、次の1時37分の発信はなく、1時7分から1時37分の間のいつの時点でエーカーズが停止したのかは不明だと述べた。
3月24日、CNNはエーカーズが最後に発信した1時7分のデータでは目的地が北京に設定されていたと報じた。西に方向転換するようにシステムに入力されたのはその後ということになり、1時19分の「了解、おやすみ」の交信よりも後だった可能性が生じる。その場合、操縦士らにより計画的に針路変更されたのではなく、機体に何らかの重大な故障が生じた可能性が高くなる。針路変更後に大きく高度を下げたという情報を合わせると、同機は突然の故障により、緊急着陸するために引き返したという説が有力になるという。
4月1日、マレーシア当局は、操縦室からの最後の交信が「了解、おやすみ」ではなく「おやすみ、マレーシア370（Good night, Malaysian three seven zero）」だったと訂正した。「了解、おやすみ」に比べ、より正式な、標準的な表現になるという。また誰がこの交信を行ったのかは調査中とし、副操縦士が交信したとした以前の発表を訂正した。
2018年5月、カナダで航空事故調査官をしていたラリー・バンスや、同型機の操縦士で指導員を務めた経験もあるサイモン・ハーディは、「機は機長自身によってハイジャックされレーダー捕捉を回避し海上に着水、その後沈められた大量殺人」とする新説を唱えた。
2017年1月には公式な捜索は打ち切られたが、個人的に調査を続行している人たちがいる。2021年現在、原因は不明とされ、リチウムイオン二次電池爆発説（同航空機は頻繁に北京へリチウムイオン二次電池を運搬していた）、ハイジャック説、機長自殺説（事故ルートと同じルートを1か月前に模擬飛行していたことが機長のフライトシミュレーターから判明している）などが唱えられている。

## 公式発表に対する疑問
この事件では、マレーシア政府の公式見解の発表の遅れ、南シナ海での目撃情報、また状況説明が二転三転する一方で、別ソースからも操縦士の過去の問題がリークされるなど、情報が錯綜、陰謀論を始め、様々な憶測が飛び交っている。

## 乗客・乗員

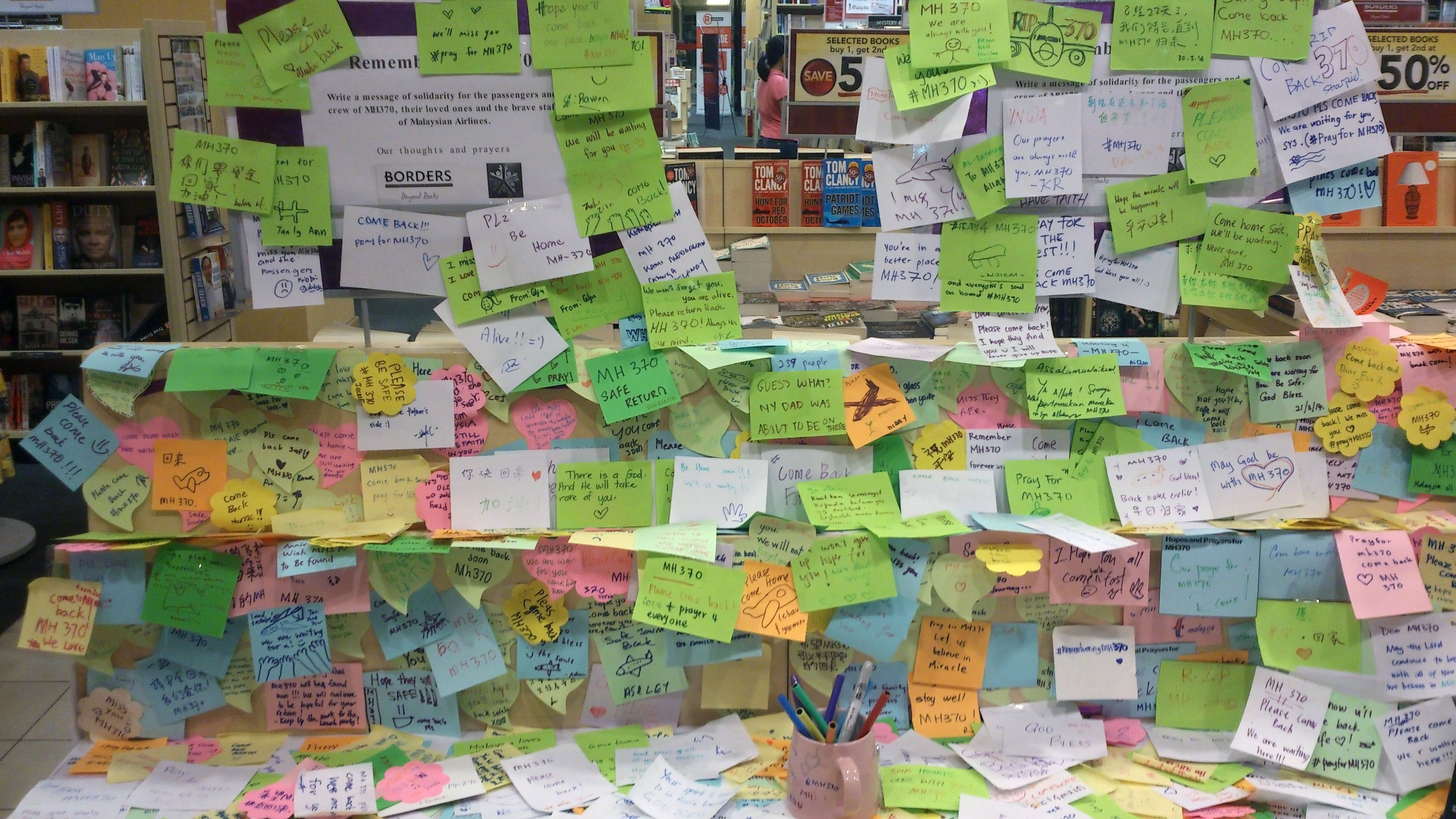
乗客・乗員の無事を祈るメッセージカード

事故機には乗員12人と幼児5人を含む乗客227人が乗っていた。機長は53歳のマレーシア人で1981年に入社し、飛行時間は18,365時間だった。副操縦士 は27歳のマレーシア人で、2007年からマレーシア航空で勤務し、飛行時間は2,763時間だった。また、この乗務ではボーイング777において教官なしで行う初めての乗務であり、私生活では同年に結婚を予定していた。。客室乗務員も全員がマレーシア人だった。
マレーシア航空は、搭乗客の国籍について発表したが、その中に含まれていたイタリア人1人は1年前に、オーストリア人1人は2年前に、それぞれタイでパスポート（旅券）を盗まれており、この2人分については別人が搭乗していたことがわかった。
タイ国家警察庁と国際刑事警察機構（ICPO）はこの2人について、監視カメラの映像などから人物を特定し、オーストリアの旅券を使用したのは、母親の住むドイツに移住する予定だった19歳の男性、イタリアの旅券を使用したのは29歳の男性で、ともにイラン人だったことを明らかにした。この2人分の航空券は、タイの旅行代理店に2人とは別の「アリ」と名乗るイラン人男性が「最も安くヨーロッパに行ける航空券」を電話で予約したものだった。予約した男性は旅券偽造組織の人物とみられる。この男性は3年ほど前からこの代理店を利用していた。また、航空券は予約した男性の友人を名乗る別のイラン人男性が受け取っていた。当初は、北京で乗り継ぐアムステルダム行き航空券も購入していたことから、麻薬密売組織や人身売買組織が疑われていた。また、マレーシアのヒシャムディン・フセイン運輸大臣代理は、ほかにも2人がヨーロッパの国の不正旅券で搭乗した疑いがあると発表した。さらに、乗客名簿に載っていた中国人男性1人の旅券は実際には一度も出国履歴がなく、本人も出国していなかった。このほか、5人が直前に搭乗を取りやめていた。この5人の荷物は、クアラルンプールで取り出されていた。
以下に示した国籍別乗客乗員人数は、マレーシア航空の発表した乗客名簿に基づき、オーストリア人とイタリア人の2人分を実際に搭乗したイラン人に差し替えたものである。
| 国籍                 | 乗客 | 乗員 | 合計 |
| -------------------- | ---- | ---- | ---- |
| 中国                 | 152  | 0    | 152  |
| マレーシア           | 38   | 12   | 50   |
| インドネシア         | 7    | 0    | 7    |
| オーストラリア       | 6    | 0    | 6    |
| インド               | 5    | 0    | 5    |
| フランス             | 4    | 0    | 4    |
| アメリカ合衆国       | 3    | 0    | 3    |
| ニュージーランド     | 2    | 0    | 2    |
| ウクライナ           | 2    | 0    | 2    |
| カナダ               | 2    | 0    | 2    |
| 中華民国（台湾）     | 1    | 0    | 1    |
| 香港                 | 1    | 0    | 1    |
| オランダ             | 1    | 0    | 1    |
| ロシア               | 1    | 0    | 1    |
| イラン               | 2    | 0    | 2    |
| 総計（15の国と地域） | 227  | 12   | 239  |

## 事故機

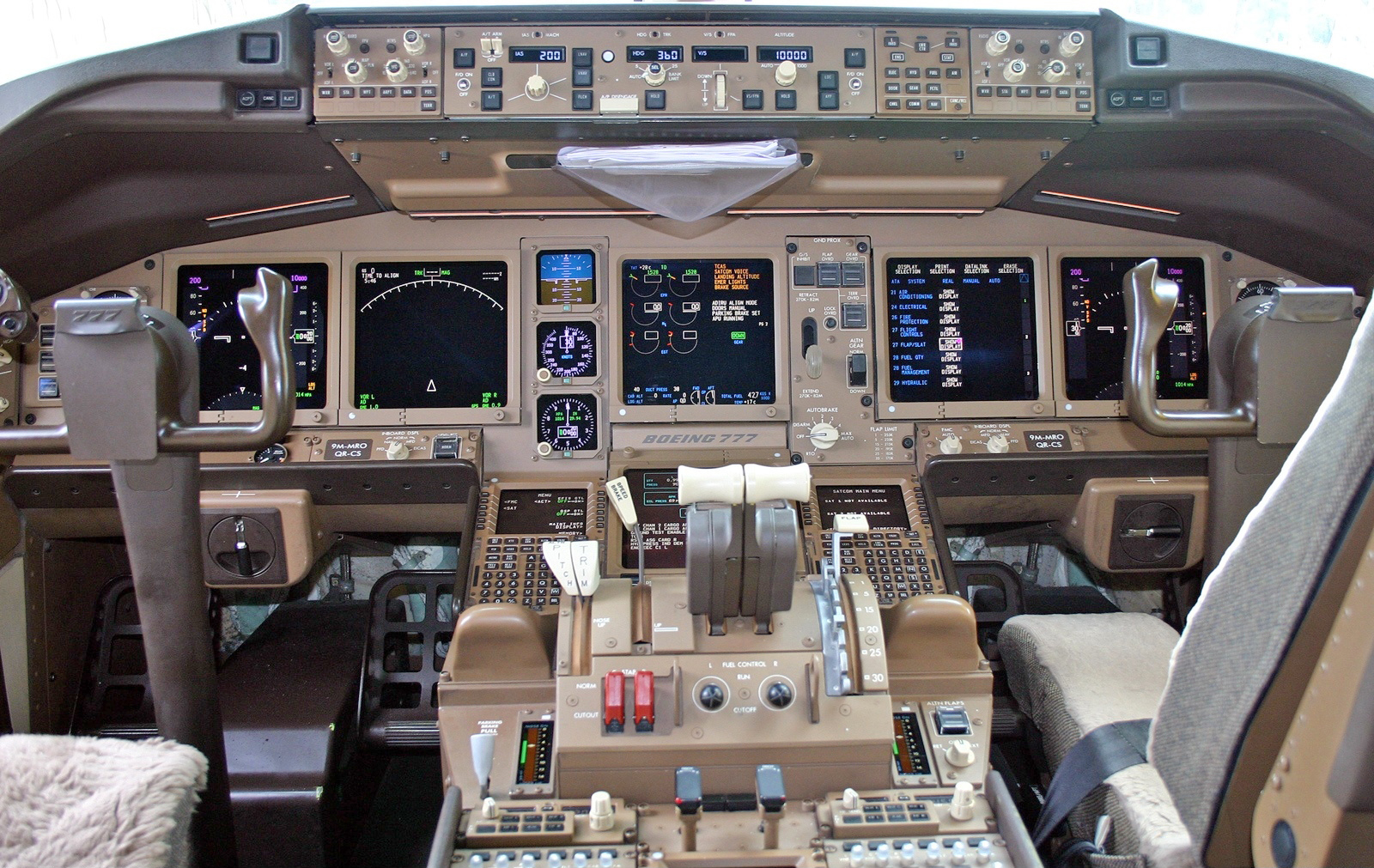
事故機 (9M-MRO) のコックピット
（2004年撮影）

事故機はボーイング777-2H6ER（製造番号28420、機体記号9M-MRO）で、2002年5月14日に初飛行し、2002年5月31日からマレーシア航空が運用していた。エンジンはロールス・ロイス トレント892で、航空会社によると総飛行時間は20,243時間で、離着陸は3,023サイクルだった。しかし、航空会社の広報担当者は、総飛行時間は53,400時間以上で7,525サイクルをこなしていたと述べている。事故機は2014年2月に保守点検を受けていた。
事故機の9M-MROがこれまでに重大事故に遭遇した経歴はないものの、2012年8月9日、上海浦東国際空港でタキシング中に、中国東方航空のエアバスA340-600の機体後部と自機の翼端を接触させ、ウィングレットを破損する事故を起こしている。
マレーシア航空は、アジアでは最も安全な航空会社の一つという評価を受けていた。ボーイング777は1995年6月の商業飛行以来、重大事故は2件しか起こっていなかった。1つ目の事故であるブリティッシュ・エアウェイズ38便事故は、着陸進入中に燃料が凍結しエンジンが停止し、滑空状態のまま滑走路直前に墜落した事故である。2度目の事故であり、初の死亡事故でもあるアシアナ航空214便着陸失敗事故は、サンフランシスコ国際空港の滑走路28Lへの着陸に失敗して機体が大破・炎上、乗客3人が死亡し、181人が負傷した事故である。また駐機中の炎上事故や飛行中の撃墜事件、エミレーツ航空の着陸失敗事故を含めると、ボーイング777での全損事故は5件となる。

## 各国の対応

### マレーシア
航空機の所属先であり、また出発地でもあり多くの乗客、乗員が搭乗していたマレーシア政府は、8機の固定翼機、6機のヘリコプター、6隻のマレーシア海軍艦および3隻のマレーシア海上法令執行庁所属船舶を捜索救難のために南シナ海へ派遣した。マレーシア航空は「GoTeam」と呼ばれるケアを担当するチームを旅客の家族の元に派遣した。また、マレーシア政府は国家調整センターを国家災害調整評議会（NDCC）内に設置し、事態の把握に努めた。
3月8日、ナジブ・ラザク首相は中華人民共和国に対して事故について謝罪した。
3月9日、ヒシャムディン・フセイン運輸大臣代理は記者会見にて、レスキューチームが捜索海域に展開したと発表した。
マレーシア当局による発表は矛盾点が多く、対応の遅さ、情報の欠如も目立ち、大規模な危機的状況において「無能」をさらけ出していると批判されている。マレーシアの対応に、中華人民共和国外交部（外務省に相当）も苦言を呈している。ただ、情報公開の遅れについては、領土問題の絡む南シナ海で起きた事件であるため、隣国に対する公開情報を制限する必要があったと理解を示す立場もある。

### 中国

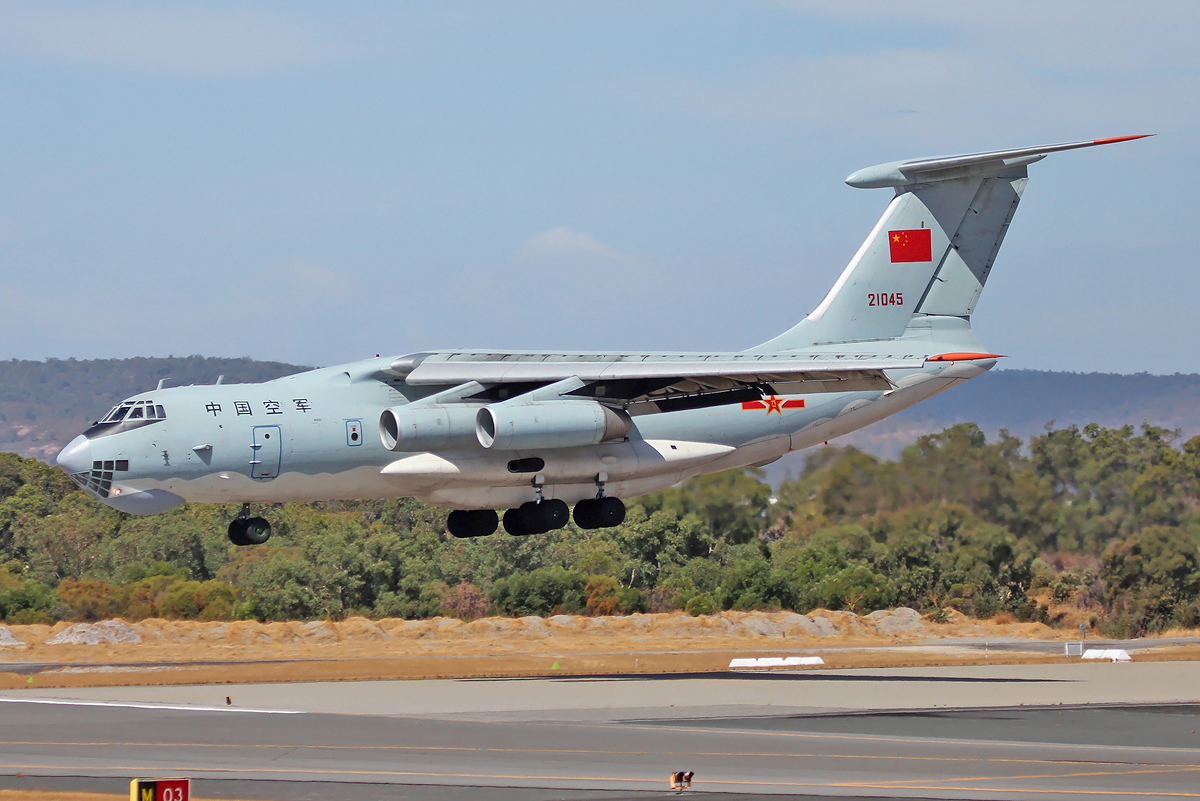
オーストラリアのピアース空軍基地に到着する中国空軍機Il-76（2014年3月21日）

航空機の到着地でもあり多くの乗客が搭乗していた中国の習近平国家主席、李克強首相、王毅外交部長、および秦剛外交部報道局長らは、同国は緊急事態に対する行動をとる可能性があると表明し、その後2隻のレスキュー船を捜索活動の一環として南シナ海に派遣した。
中国人民解放軍海軍は071型揚陸艦および江衛型フリゲートを370便が墜落したと推定される海域に派遣した。
同国の国家国防科技工業局は、漂流物らしきものが写っている2014年3月9日に撮影した衛星画像を3月12日に公開した。しかし、撮影から公表まで3日という間が開いていることや、漂流物とされる物体が異様に大きいことなどの疑問点が出ている。アメリカ合衆国国家運輸安全委員会の元幹部は、写真の公開が遅れた理由について、同国政府が自国の衛星探知能力をさらけ出すことを逡巡したとの見方を示している（アメリカも冷戦時代には偵察写真は必ずイラストに直して公表していた）。なお、この衛星写真は3月13日、中国からマレーシアに「誤って公表されたもの」との連絡があり、漂流物らしきものは飛行機の残骸ではなかったと発表された。
同国が新型艦船や、高解像度の衛星画像を提供する目的の一つは、同国を中心に領海争いが頻発している南シナ海における軍事力の誇示であるとも指摘されており、周辺国には警戒感が広がっている。

### フィリピン
当初消息を絶ったとされた南シナ海における沿岸国であるフィリピン海軍の西部方面コマンドは3隻の軍艦（グレゴリオ・デル・ピラール（PF-15）フリゲート、ジャシント級コルベットのエミリオ・ジャシント（PS-25）、アポリナリオ・マビニ（PS-36））および救難捜索用航空機を南シナ海に派遣した。

### シンガポール
マレーシアの隣国のシンガポール空軍はロッキードC-130輸送機を、370便が行方不明になった初日の捜索を援助するために派遣したと発表した。続いて、シンガポール海軍がフリゲート、ミサイルコルベット1隻ずつおよびシコルスキー S-70ヘリコプター1機を派遣し、その後潜水艦救難艦のMV Swift Rescueも捜索に加わった。

### アメリカ合衆国

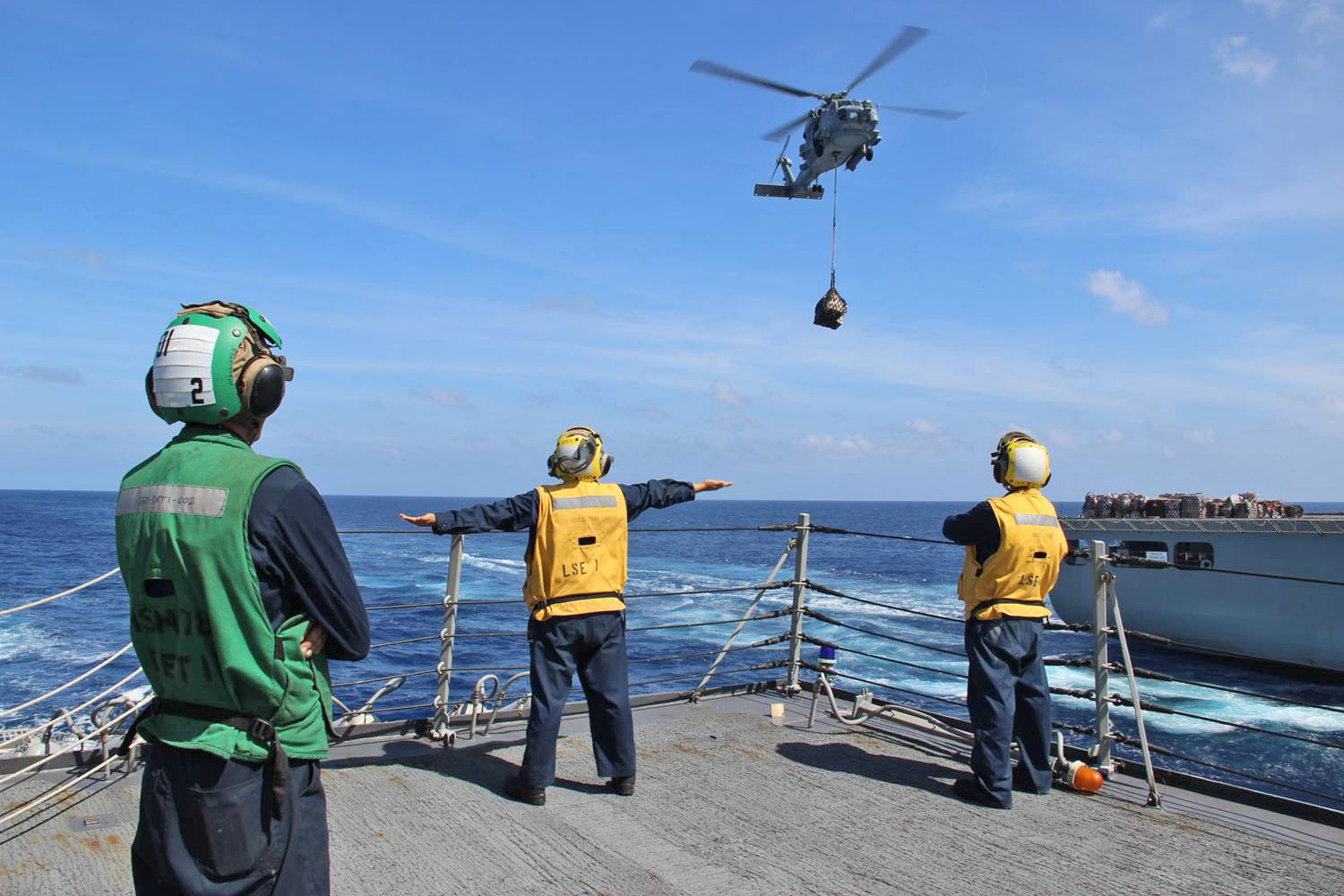
アンダマン海を捜索するアメリカ海軍の駆逐艦キッド（2014年3月17日）

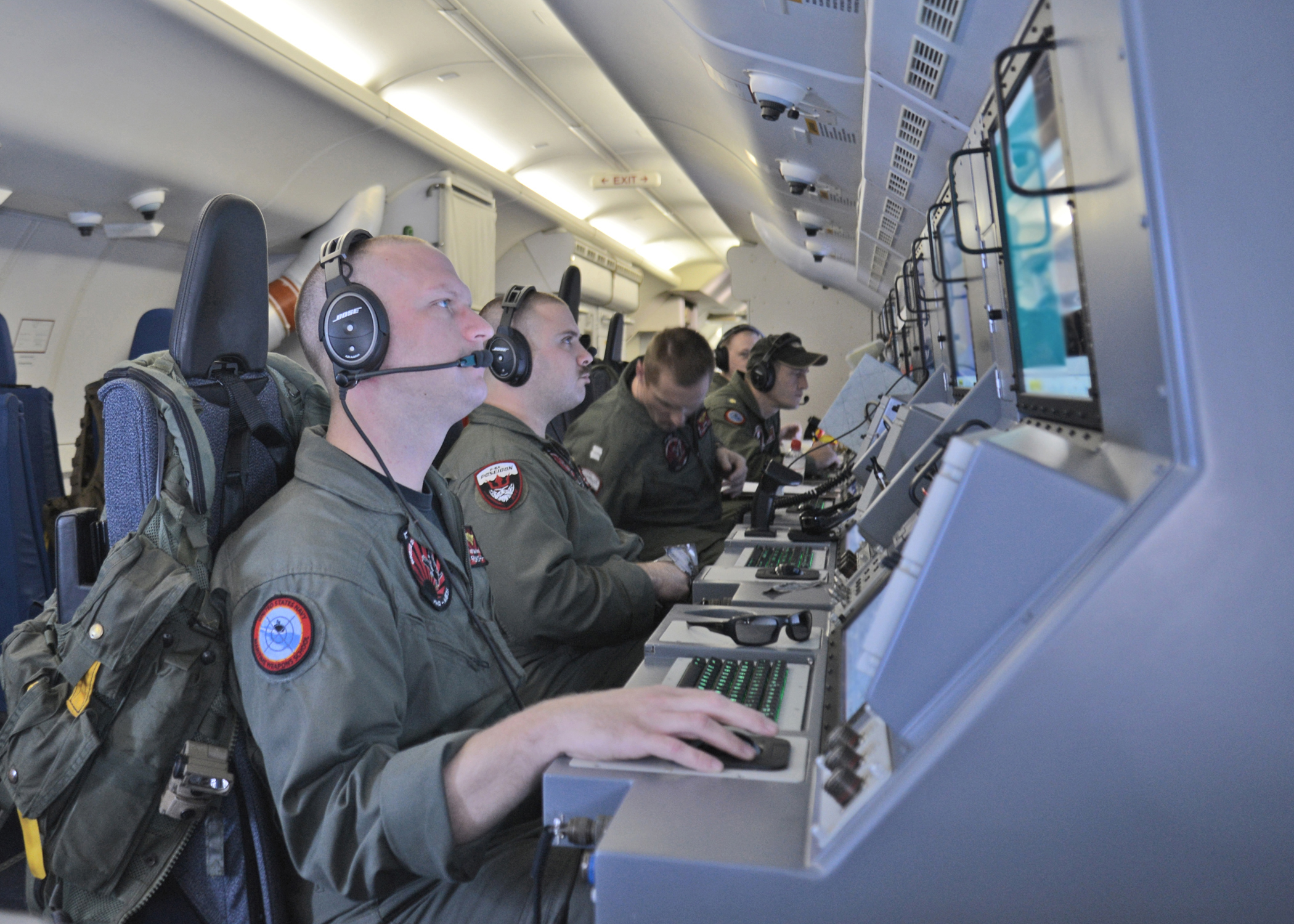
捜索任務にあたるP-8の機内

当該機の製造国であるアメリカも調査に協力している。南シナ海およびインド洋に基地を置くアメリカ海軍はP-8Aポセイドン哨戒機を沖縄県の嘉手納基地から派遣し、またミサイル駆逐艦ピンクニーに救難捜索が可能なMH-60R艦載ヘリコプターを搭載して、ベトナム南部の海岸に派遣した。
マレーシア政府の要請を受けて、捜索のためにミサイル駆逐艦キッドをインド洋に派遣した。

### 日本
2014年3月10日、マレーシア政府から日本国政府に支援要請があったため、防衛省は自衛官4人をクアラルンプールに派遣することを決定した。さらに、マレーシア政府が航空機の増援を要請していることから、国際緊急援助隊として航空自衛隊のC-130輸送機と、海上自衛隊のP-3C哨戒機をそれぞれ2機派遣することも決定した。航空事故に際して自衛隊が国際緊急援助隊を派遣するのは本件が初の事例となる。派遣人員は約100名だった。自衛隊機は3月13日、マレーシアの空軍基地に到着した。海上保安庁が保有するジェット機「うみわし」と、海上保安官12人も国際緊急援助隊としてマレーシアに派遣された。
2014年4月28日、捜索活動の中心が艦艇による海中捜索に切り替わったため、防衛省は自衛隊の活動を終了した。

### ニュージーランド
2名の行方不明者を出したニュージーランド政府はマレーシア政府へ支援を申し出、同年3月10日にマレーシア政府からの正式支援申し出を受託した。同日、王立ニュージーランド空軍（RNZAF）オークランド基地所属のP-3（1機）のほか、多用途支援機3機をマレーシア・バターウォース空軍基地へ派遣した。中華人民共和国・オーストラリアとの国際合同捜索隊として南インド洋を中心とする海域を捜索した。また、映画監督のピーター・ジャクソンは自身が所有するガルフストリーム G650を捜索機として現場へ派遣した。

## 映像化
- ミッシング～迷宮事件の謎 第1シーズン第1話「消えたマレーシア航空370便」（ディスカバリーチャンネル）
- メーデー!:航空機事故の真実と真相 オリジナル版シーズン14第11話「What Happened to Malaysian 370?」（ナショナルジオグラフィックチャンネル） - 同シーズンは日本においても放送されたが、このエピソードのみ放送されていない。劇中では機体の墜落原因を、機長の自殺説として描写している。
- 仰天!海の底まる見え検証 第1シーズン第8話「マレーシア航空370便 (原題:Malaysia Airlines 370) 」（ナショナルジオグラフィックチャンネル） - 同じくナショナルジオグラフィック放送。墜落した機体の捜索に特化した内容になっている。
- 1番だけが知っている「消えたマレーシア航空370便の謎！隠蔽された真実とは！」（2019年5月20日、TBSテレビ）[97]
- MH370: マレーシア航空機失踪事件（英語版） - Netflixにて事故から9年となる2023年3月8日より配信中。[98][99]